# 弗里蒙特鎮區 (密歇根州土斯科拉縣)
弗里蒙特鎮區（英語：Fremont Township）是位於美國密歇根州土斯科拉縣的一個行政鎮區。

## 地方資料
弗里蒙特鎮區的面積為93.60平方千米，當中陸地面積為93.10平方千米，而水域面積為0.50平方千米。根據2020年美國人口普查的數據，當地共有人口3167人，而人口密度為每平方千米33.84人。